# سد وادي تندحه
سد تندحه هو أحد السدود الموجودة في منطقة عسير في محافظة خميس مشيط تحديداً في مركز تندحه 